# DJクオールズ
ドナルド・ジョセフ・クオールズ（Donald Joseph Qualls, 1978年6月10日 - ）は、アメリカ合衆国の俳優。『ロード・トリップ』(2000年)、『ニュー・ガイ』(2002年)、『ザ・コア』(2003年)などの映画および『ブレイキング・バッド』、『スーパーナチュラル』、『Scrubs〜恋のお騒がせ病棟』、『LOST』、『CSI:科学捜査班』などのテレビ出演で知られる。他にFXのコメディ・ドラマ『Legit』、Syfyのホラー・ドラマ『Zネーション』、Amazonスタジオの『高い城の男』に出演している。

## 生い立ち
テネシー州ナッシュビルで父ドニー、母ジャニスのもとに5人兄弟の1人として生まれた。テネシー州マンチェスターで育ち、タラホマ近くに通学していた。彼が15歳の時に、ホジキンリンパ腫と診断された。2年の手術、化学療法と放射線処置の後、ガンは寛解期にはいった。クオールズによると、若い頃の化学療法により代謝が促進されて成長に影響を及ぼし、細身の体について成長が止まったからとのことである。コフィー郡中央高校在学中レッド・レイダー・バンドで活動し、1995年に卒業した。ロンドン大学キングス・カレッジ・ロンドンに進学し、英文学を学んだ。その後、テネシー州に戻ってナッシュビルのベルモント大学に入学し、地方劇団に出演するようになった。その時に弁護士補助員として働く。

## 経歴
1994年、HBOの映画『Against the Wall』にエキストラとして出演した。1998年、地方劇団に所属しながらミニシリーズ『Mama Flora's Family』に端役のジェイソン役で出演した。2000年の映画『ロード・トリップ』の端役のオーディションを受けた後、ジョージア州アトランタの事務所からカリフォルニア州のプロデューサーであるアイヴァン・ライトマンに会いに行くよう尋ねられた。『ロード・トリップ』のシャイなカイル・エドワーズ役でデビューした。この後プラダや写真家のデビッド・ラシャペル、スティーヴン・クラインなどのモデルとなった。2000年の映画『Cherry Falls』でウォリー役を演じた。2001年、『Chasing Holden』でニール・ローレンス役を演じた。2017年、SFミステリー・スリラー映画『Buster's Mal Heart』で2000年問題の提唱者役としてラミ・マレックと共演した。
2002年、映画『Comic Book Villains』にアーチー役、映画『ビッグ・トラブル』にアンドリュー役、映画『Lone Star State of Mind』にジュニア役、映画『ニュー・ガイ』にディジー・ギルスピー・ハリソン役、SF映画『ザ・コア』にラット役で出演した。2007年、コメディ映画『Delta Farce』に出演した。2005年、映画『ハッスル&フロウ』にシェルビー役で出演した。『スーパーナチュラル』にエキセントリックな猟師ガース・フィッツジェラルド4世役で出演した他、『名探偵モンク』、『Scrubs〜恋のお騒がせ病棟』、『クリミナル・マインド FBI行動分析課』、『LOST』、『LAW & ORDER:犯罪心理捜査班』、『CSI:科学捜査班』、『NUMBERS 天才数学者の事件ファイル』、『マイネーム・イズ・アール』、『ブレイキング・バッド』、『ビッグバン★セオリー/ギークなボクらの恋愛法則』、『Memphis Beat』などのテレビドラマに出演している。
2002年、ブリトニー・スピアーズのミュージック・ビデオ「"Boys"」にカメオ出演し、シンプル・プランのミュージック・ビデオ「"I'm Just a Kid"」にも出演した。2009年、パラマウント・ピクチャーズのウェブ・シリーズ『Circle of Eight』に出演した。2013年、連続テレビドラマ『Legit』に33歳の筋ジストロフィーのビリー・ナゲント役で出演した。

## 私生活
サンディエゴでのジム・ジェフェリーズのショーの後、2020年1月、自身のツイッターで自身のキャリアへの影響を心配することに疲れたとしてゲイであることをカミングアウトした。
2024年5月に自身のポッドキャストで俳優のタイ・オルソンと婚約したことを発表した。

## 主な出演作品

### 映画
| 年   | 題                                                               | 役                                          | 特記                           |
| ---- | ---------------------------------------------------------------- | ------------------------------------------- | ------------------------------ |
| 2000 | ロード・トリップ Road Trip                                       | カイル・エドワーズ                          |                                |
| 2000 | インシデント Cherry Falls                                        | ウォリー                                    |                                |
| 2001 | ライ麦畑をさがして Chasing Holden                                | ニール・ローレンス                          |                                |
| 2002 | Comic Book Villains                                              | アーチー                                    | 共同プロデューサー             |
| 2002 | ビッグ・トラブル Big Trouble                                     | アンドリュー                                |                                |
| 2002 | テキサス・クライム・ジャンクション Lone Star State of Mind       | ジュニア                                    |                                |
| 2002 | ニュー・ガイ The New Guy                                         | ディジー・ギルスピー・ハリソン/ギル・ハリス |                                |
| 2003 | ザ・コア The Core                                                | テオドア・ドナルド・フィンチ(ラット)        |                                |
| 2005 | ハッスル&フロウ Hustle & Flow                                    | シェルビー                                  |                                |
| 2005 | Little Athens                                                    | コリー                                      |                                |
| 2006 | I'm Reed Fish                                                    | アンドリュー                                |                                |
| 2007 | デルタ・フォース 俺たちスーパーソルジャー! Delta Farce           | エヴレット・シャックルフォード              |                                |
| 2008 | Familiar Strangers                                               | ケニー・ワーシントン                        |                                |
| 2008 | The Company Man                                                  | ガイ                                        | 短編                           |
| 2009 | Road Trip: Beer Pong                                             | カイル・エドワーズ                          |                                |
| 2009 | ウルトラ I LOVE YOU! All About Steve                             | ハワード                                    |                                |
| 2009 | Circle of Eight                                                  | ランドール                                  |                                |
| 2010 | Last Day of Summer                                               | ジョー                                      | エグゼクティブ・プロデューサー |
| 2010 | Amigo                                                            | ジーク                                      |                                |
| 2011 | Running Mates                                                    | グラハム・ジョーンズ(ワンボール)            |                                |
| 2011 | 21 & Over                                                        | カウンセラー                                |                                |
| 2013 | スモール・アパートメント ワケアリ物件の隣人たち Small Apartments | アーティー                                  |                                |
| 2013 | スティーラーズ Pawn Shop Chronicles                              | JJ                                          |                                |
| 2016 | November Rule                                                    | カリーム                                    |                                |
| 2016 | Buster's Mal Heart                                               | ブラウン/ラスト・フリー・マン               |                                |
| 2017 | Silence Please!                                                  | ダグラス                                    | 短編                           |
| 2018 | Fifty Minutes                                                    | ミスター・ポッター                          | 短編                           |

### テレビ
| 年        | 題                                                                           | 役                                                 | 特記                                      |
| --------- | ---------------------------------------------------------------------------- | -------------------------------------------------- | ----------------------------------------- |
| 1998      | Mama Flora's Family                                                          | ジェイソン                                         | 2エピソード                               |
| 2002      | Scrubs〜恋のお騒がせ病棟 Scrubs                                              | ジョシュ                                           | エピソード: "My Student"                  |
| 2005      | LOST Lost                                                                    | ジョニー                                           | エピソード: "Everybody Hates Hugo"        |
| 2005      | LAW & ORDER:犯罪心理捜査班 Law & Order: Criminal Intent                      | ロビー・ボートマン                                 | エピソード: "Scared Crazy"                |
| 2005      | クリミナル・マインド FBI行動分析課 Criminal Minds                            | リチャード・スレスマン                             | エピソード: "Extreme Aggressor"           |
| 2005      | パンクト Punk'd                                                              | 本人                                               | シーズン6、エピソード7                    |
| 2006      | 名探偵モンク Monk                                                            | ルファス/コンピューター・ギーク                    | エピソード: "Mr. Monk and the Big Reward" |
| 2006      | CSI:科学捜査班 CSI: Crime Scene Investigation                                | ヘンリー・ガーデン                                 | エピソード: "Post Mortem"                 |
| 2007      | NUMBERS 天才数学者の事件ファイル Numb3rs                                     | アンソニー・ブラクストン                           | エピソード: "Primacy"                     |
| 2007      | マイネーム・イズ・アール My Name Is Earl                                     | レイ・レイ                                         | 3エピソード                               |
| 2007      | ビッグバン★セオリー/ギークなボクらの恋愛法則 The Big Bang Theory             | トビー・ルーベンフェルド                           | エピソード: "The Loobenfeld Decay"        |
| 2008      | Good Behavior                                                                | ドニー・ストライカー                               | テレビ映画                                |
| 2009      | ブレイキング・バッド Breaking Bad                                            | ゲッツ                                             | エピソード: "Better Call Saul"            |
| 2010      | メンフィス・ビート 〜南部警察 人情派〜 Memphis Beat                          | デイヴィ・サットン                                 | 20エピソード                              |
| 2011–2020 | スーパーナチュラル Supernatural                                              | ガース・フィッツジェラルド4世/ミスター・フィズルズ | 6エピソード                               |
| 2013      | Hawaii Five-0                                                                | マーシャル・デムス                                 | エピソード: "Kupouli 'la"                 |
| 2013      | Perception                                                                   | ルビー・フレックナー                               | 2エピソード                               |
| 2013–2014 | Legit                                                                        | ビリー・ナゲント                                   | メイン(26エピソード)                      |
| 2014–2018 | Zネーション Z Nation                                                         | 市民Z                                              | シリーズレギュラー, 28エピソード          |
| 2015–2018 | 高い城の男 The Man in the High Castle                                        | エド・マッカーシー                                 | シリーズレギュラー, 30エピソード          |
| 2016      | Time Traveling Bong                                                          | 未来の男                                           | 2エピソード                               |
| 2016      | Hollywood Medium with Tyler Henry                                            | 本人                                               | 1エピソード                               |
| 2017      | ファーゴ Fargo                                                               | ゴラム                                             | 2エピソード                               |
| 2019      | Creepshow                                                                    | クラーク・ウィルソン                               | 1エピソード                               |
| 2022      | ギレルモ・デル・トロの驚異の部屋 Guillermo del Toro's Cabinet of Curiosities | ジェンキンス・ブラウン(声)                         | 1エピソード                               |

### ミュージック・ビデオ
| 年   | アーティスト               | 題                        | 役                                          | 特記           |
| ---- | -------------------------- | ------------------------- | ------------------------------------------- | -------------- |
| 2000 | ベアネイキッド・レディース | "Pinch Me"                |                                             |                |
| 2000 | イールズ                   | "Mr. E's Beautiful Blues" | カイル・エドワーズ                          | クレジット無し |
| 2002 | シンプル・プラン           | "I'm Just a Kid"          | ディジー・ギルスピー・ハリソン/ギル・ハリス | クレジット無し |
| 2002 | ブリトニー・スピアーズ     | "Boys"                    |                                             |                |

## 受賞歴
| 年   | 賞                       | 部門                                      | 作品                          | 結果       |
| ---- | ------------------------ | ----------------------------------------- | ----------------------------- | ---------- |
| 2006 | 第12回全米映画俳優組合賞 | 映画部門キャスト賞 (他の出演者たちと共に) | ハッスル&フロウ Hustle & Flow | ノミネート |